# Catharose de Petri
Catharose de Petri (1902-1990) était une rosicrucienne néerlandaise, cofondatrice avec Jan van Rijckenborgh de l'École de la Rose-Croix d'Or.

## Biographie
Catharose de Petri est le nom d'écrivain de Henny Stok-Huyser, laquelle assura, après le décès de Jan van Rijckenborgh en 1968, la direction de l'École spirituelle de la Rose-Croix d'Or, Lectorium Rosicrucianum. Son nom spirituel exprime la triple unité : Cathare-Rose-Croix-Graal, qui se manifeste sur la pierre inébranlable (Petra).
Les textes de Catharose de Petri sont principalement des ouvrages d'initiation, consacrés à la vie intérieure du candidat à l'état de « Rose-Croix ».

### Ouvrages de Catharose de Petri
- Transfiguration
- Le Sceau du Renouvellement
- Sept Voix parlent
- La Rose Croix d'Or
- La triple Alliance de la Lumière
- Lettres
- La Parole vivante

### Ouvrages de Catharose de Petri et de Jan van Rijckenborgh
- La Fraternité de Shamballa
- La grande Révolution
- La Gnose Universelle
- La Gnose Chinoise
- Cinq conférences de Renouvellement, dites « Aquarius » :

1. Le vêtement de lumière de l'homme nouveau (Bilthoven 1963)
2. La Fraternité mondiale de la Rose-Croix (Calw 1964)
3. Les signes puissants du Conseil de Dieu (Bad Mûnder 1965)
4. Le Chemin Libérateur de la Rose-Croix (Bâle 1965)
5. Le Nouveau Caducée de Mercure (Toulouse 1967)